# Округ Худ Ривер (Орегон)
Худ Ривер (енгл. Hood River County) је округ у америчкој савезној држави Орегон.

## Демографија
По попису из 2010. године број становника је 22.346, што је 1.935 (9,5%) становника више него 2000. године.
| Група             | 2000.          | 2010.          |
| Белци             | 14.426 (70,7%) | 14.714 (65,8%) |
| Афроамериканци    | 117 (0,6%)     | 101 (0,5%)     |
| Азијати           | 301 (1,5%)     | 314 (1,4%)     |
| Хиспаноамериканци | 5.107 (25,0%)  | 6.589 (29,5%)  |
| Укупно            | 20.411         | 22.346         |